# Camille Cunin
Pour les articles homonymes, voir Cunin.
Camille Cunin (Lépanges-sur-Vologne, 17 janvier 1912 - Cannes, 4 mai 2004), est un militaire français, Compagnon de la Libération. En 1940, il décide de se rallier à la France libre et combat en Afrique et en Italie avant de prendre part à la Libération de la France. Après la Seconde Guerre mondiale, il mène une carrière d'administrateur dans les colonies françaises.

## Biographie

### Jeunesse
Camille Cunin naît le 17 janvier 1912 à Lépanges-sur-Vologne, dans les Vosges, d'un père mécanicien. S'orientant d'abord vers la marine, il passe le concours d'entrée de l'École nationale de la Marine marchande mais y renonce pour travailler afin de subvenir à ses besoins. Cependant, il réalise parallèlement des études de droit, d'anglais et de comptabilité. En 1933, il fait son service militaire dans l'infanterie puis, à l'issue de celui-ci, part pour l'Afrique où il est employé à la société commerciale de l'Ouest africain à Port Harcourt au Nigeria.

### Seconde Guerre mondiale
Il se trouve toujours en Afrique au moment du déclenchement de la Seconde Guerre mondiale. Entendant l'appel du général de Gaulle, il décide de se rallier à la France libre et se rend à Lagos où, le 30 septembre 1940, il s'engage comme sergent dans les forces françaises libres. Le mois suivant, à Brazzaville, il suit les cours d'élève-aspirant puis est muté, en mars 1941, au régiment de tirailleurs sénégalais du Tchad (RTST), subordonné à la colonne Leclerc. Engagé dans la guerre du désert, il participe aux campagnes du Fezzan et de Tripolitaine puis à celle de Tunisie au cours de laquelle il est blessé par un éclat d'obus le 5 mai 1943.
En juillet 1943, il est muté au bataillon de marche no 24 (BM24) de la 1re division française libre (1re DFL). Il prend part à la campagne d'Italie où il se distingue le 17 mai 1944 à Pontecorvo en assurant la protection de troupes placées en avant de son dispositif. Il participe à la seconde vague du débarquement de Provence le 16 août et s'illustre à nouveau lors de la bataille de Toulon. Lors de l'attaque de Belfort, au début de la bataille d'Alsace en novembre 1944, il commande personnellement une pièce de mitrailleuse dont la protection permet à sa compagnie de progresser en sécurité. Lors de cette même bataille d'Alsace, il combat à Obenheim en janvier 1945 lorsque le BM24 se retrouve encerclé par une unité blindée allemande. Le bataillon est presque anéanti et Camille Cunin, blessé, est capturé. Interné à l'Oflag XIII-B à Hammelburg, il s'en évade le 27 mars 1945 et parvient, le 2 avril suivant, à rejoindre une unité américaine. Il est alors rapatrié en France et retrouve la 1re DFL qui combat dans la région de Nice. Démobilisé en octobre 1945 avec le grade de lieutenant, il reste quelque temps dans la réserve où il est promu capitaine en 1946.

## Après-guerre
Après la guerre, Camille Cunin devient fonctionnaire à l'administration de la France d'outre-mer. D'abord adjoint au chef de la subdivision de Maradi, au Niger, de 1946 à 1947, il devient ensuite chef de la subdivision de Magaria, toujours au Niger, de 1947 à 1949. Il reste encore au Niger de 1950 à 1957, devenant successivement chef de la subdivision de Zinder de 1950 à 1951, chef de la subdivision de Birni N'Konni de 1951 à 1952, commandant du cercle de Maradi de 1952 à 1955 puis commandant du cercle de Tillabéri de 1956 à 1957. Il part ensuite pour la Guinée où il commande le cercle de Kissidougou jusqu'en 1958. De retour au Niger, il commande toujours des cercles : celui de Téra jusqu'en 1960 puis à nouveau celui de Tillabéri. Mis en congé spécial en 1961, il se retire à Cannes où il prend sa retraite.
Camille Cunin meurt le 4 mai 2004 à Cannes et est inhumé à Aix-les-Bains en Savoie.

## Décorations
|  |  |  |
|  |  |  |

| Commandeur de la Légion d'honneur   | Commandeur de la Légion d'honneur   | Compagnon de la Libération | Compagnon de la Libération | Croix de guerre 1939-1945 Avec palme | Croix de guerre 1939-1945 Avec palme |
| Médaille de la Résistance française | Médaille de la Résistance française | Médaille coloniale         | Médaille coloniale         | Bronze Star (États-Unis)             | Bronze Star (États-Unis)             |